# PayPal黑手黨
「PayPal 黑手黨」（英語：PayPal Mafia）是指一群在以後開發或成立其他科技公司的前 PayPal 員工。他們在離開 PayPal 再次创业成功率之高令人侧目，他们建立的企业包括特斯拉汽車，領英，Matterport，Palantir Technologies，太空探索科技公司，YouTube，Yelp 和 Yammer。大部分的成員都在史丹福大學或伊利諾大學厄巴納-香檳分校就讀，部分人在高校時期於伊利諾伊數學與科學學院就讀。其中三個成員，包括彼得·泰爾、伊隆·馬斯克和里德·霍夫曼成為了億萬富翁。

## 歷史
最初，PayPal 由提供网络滙款服務的 Confinity 公司和网络银行 X.com 合并而来。後更名為 PayPal，2002年被 eBay 收購。原來的 PayPal 員工不能適應 eBay 較傳統的企業文化，在被收購後的首四年，原來的50名員工只有12人留下。他們在商業和社交中亦保持聯繫，在離開後數年一部分人一起成立了數家新公司。由於這群 PayPal 前員工們的成就顯著，他們便被叫作 PayPal 黑手黨。這個詞語在《財富》上，成員們以黑幫裝束現身再上加上此詞語的封面出版後，更廣為人知。

## 現象
PayPal黑手黨有時被歸功於在2001年互聯網泡沫爆破後，面向消費者互聯網公司的重新崛起。PayPal黑手黨現象亦會被用作比較1960年代離開肖克利半導體實驗室，成立快捷半導體公司和英特爾公司的工程師。他們的故事在記者莎拉·拉斯撰寫的書中有提及。根據該書，在他們成功背後，雖然在 PayPal 聘請時的甄選和學習對他們發揮了作用，但是最主要的原因是他們在那裏增強了的自信。他們的成功被歸因於他們的青春、矽谷的環境，文化及經濟建設、以及他們技能的多樣性。PayPal 的創辦人鼓勵了員工之間緊密的社交連繫，而離開 PayPal 後，他們仍然互相支持和信任。激烈競爭的環境和共同的奮鬥，以維持公司不被清盤，使他們儘管經歷挫折，仍能在前員工之間維持強烈且持久的情誼。

## 成員
被媒體稱為是「PayPal 黑手黨」成員的人包括：
- 彼得·泰爾，PayPal 創辦人之一及前行政總裁，有時被稱為 PayPal 黑手黨的「首腦」[5]。
- 馬克斯·列夫琴，創辦人之一及前首席技術長，有時被稱為 PayPal 黑手黨的「顧問」[4][12]。
- 大衛·高斯北，前 PayPal 技術工程師，高斯北－列夫琴驗證碼測試的創造者之一，Matterport 公司的創辦人之一。
- 伊隆·馬斯克，收購 Confinity 的公司 X.com 創辦人。他後來創辦了特斯拉汽車和太空探索科技公司， Neuralink, OpenAI, The Boring Company, SolarCity 的主席[3][8][13]。2022年成為世界首富。
- 大衛·奧利弗·薩克斯，前 PayPal 首席運營官，後來創辦了 Geni.com（英语：Geni.com） 和 Yammer[3]。
- 斯科特·巴尼斯特（英语：Scott Banister），前 Ironport（英语：Ironport） 首席技術長及 PayPal 董事會成員[14]。
- 魯洛夫·博塔（英语：Roelof Botha），前 PayPal 首席財務官，後來成為紅杉資本的合夥人[15]。
- 陳士駿，前 PayPal 工程師，後來創辦了 YouTube。
- 里德·霍夫曼，前執行副總裁，後來創辦了領英，Facebook、Aviary（英语：Aviary (application suite)）[16]、Friendster、Six Apart、Zynga、IronPort、Flickr、Digg、Grockit（英语：Grockit）、Ping.fm（英语：Ping.fm）、Nanosolar（英语：Nanosolar）、Care.com、Knewton、Kongregate（英语：Kongregate）、Last.fm、Ning 及 Technorati[3][17][18]的早期投資者。
- 亨·侯瓦里（英语：Ken Howery），前 PayPal 首席財務官，後來成為了 The Founders Fund（英语：Founders Fund） 的合夥人[19]。
- 查德·賀利，前 PayPal 網頁設計師，後來成為 YouTube 創辦人之一[8]。
- 埃里克·M·傑克遜（英语：Eric M. Jackson），前 PayPal 市場主任，《The PayPal Wars（英语：The PayPal Wars）》的作者，後來成為了 WND Books（英语：WND Books） 的行政總裁，成立了 CapLinked（英语：CapLinked）[20]。
- 賈德·卡林姆，前 PayPal 工程師，後來成為 YouTube 創辦人之一。
- 洛特·馬丁，行政總裁彼得·泰爾的前特別顧問，後來他的 10X 資本公司於2009年接手 Galectin Therapeutics，他亦於2012年成立了 Advanced Search Laboratories[21]。
- 戴夫·麥克盧爾，前 PayPal 市場主任，企業天使投資者[22]，投資公司 500 Startups（英语：500 Startups） 的創辦人[23]。
- 安德魯·麥科馬克，Valar創投（英语：Valar Ventures）的創辦人之一[24][25]。
- 盧克·諾塞克，PayPal 創辦人之一及前市場及策略副總裁，後來成為 The Founders Fund 的合夥人[26]。
- 傑森·波特諾，前財務計劃及分析副總裁，後來成為 Clarium Capital（英语：Clarium Capital） 的首席財務官，Palantir Technologies 的首席財務官，Subtraction Capital 的創始合夥人。
- 基思·樂布斯（英语：Keith Rabois），前 PayPal 行政人員，後來於領英、Slide 和 Square 工作，現在於 Khosla Ventures 工作，個人投資於 Tokbox、Xoom、Slide、領英、Geni、Room 9 Entertainment、YouTube 和 Yelp。
- 傑克·塞爾比，前 PayPal 商業及國際發展副總裁，後來成立了 Clarium Capital（英语：Clarium Capital） 和成為 Grandmaster Capital Management 的常務董事。
- 頒姆·沙克（英语：Premal Shah），前 PayPal 產品經理，後來成為了 Kiva.org（英语：Kiva.org） 的創會主席[4]。
- 罗素·西蒙斯，前 PayPal 工程師，後來成為Yelp的創辦人之一。
- 文斯·素歷圖，前 PayPal 企業通訊副總裁，後來成為阿諾·史瓦辛格的發言人及 Yelp 的企業通訊副總裁。
- 杰里米·斯托普尔曼，前 PayPal 科技副總裁，後來成為Yelp的創辦人之一[3][3][5][7][27][28]。
- 黃易山，PayPal 前工程經理，後來於 Facebook 工作，Reddit 的前行政總裁[29]。